# Geoff Thomas (Snookerspieler)
Geoff Thomas (* im 20. Jahrhundert) ist ein walisischer Snookerspieler aus Ferndale, der 1972 die walisische Snooker-Meisterschaft gewann. Fünf weitere Male stand er bei diesem Turnier im Finale, zusätzlich unterlag er im Rahmen der IBSF-Snookerweltmeisterschaft 1974 im Finale dem Engländer Ray Edmonds.

## Karriere
Thomas machte erstmals auf sich aufmerksam, als er 1970 das Finale der walisischen Meisterschaft erreichte, dort aber gegen Des May verlor. Nachdem er 1971 im Achtelfinale gegen Des Meredith verloren hatte, besiegte er 1972 unter anderem Clive Everton und zog erneut ins Finale ein, wo er sich diesmal mithilfe eines 6:2-Sieges über Terry Griffiths zum walisischen Meister kürte. Anschließend nahm er an der Snooker-Amateurweltmeisterschaft 1972 teil, schied aber in der Gruppenphase aus. 1973 musste er von seiner Titelverteidigung durch eine 6:8-Finalniederlage gegen Alwyn Lloyd absehen. 1974 kam es zu einer Neuauflage des Vorjahresendspiels, das erneut von Lloyd gewonnen wurde. Kurz danach wurde er zu den professionellen Norwich Union Open eingeladen, bei denen er aber gegen Altmeister John Pulman sein Auftaktspiel verlor. Im selben Jahr nahm Thomas erneut an der Amateurweltmeisterschaft teil und überstand diesmal, wenn auch nicht ungeschlagen, die Gruppenphase. Mit Siegen über Alwyn Lloyd und Pascal Burke zog er ins Finale ein, musste sich dort aber Ray Edmonds geschlagen geben. Anfang 1975 zog er mit Siegen über Terry Parsons und Steve Newbury erneut ins walisische Finale ein, doch er verlor knapp mit 7:8 gegen Terry Griffiths. Kurz danach unterlag er Patsy Fagan im Achtelfinale der Pontins Spring Open.
An den Pontins Spring Open sowie an den Pontins Autumn Open nahm Thomas in den folgenden Jahren regelmäßig teil, selten aber mit Erfolg. Darüber hinaus verlor er 1976 im Viertelfinale der walisischen Meisterschaft gegen Doug Mountjoy, bevor er 1977 im Halbfinale Cliff Wilson unterlag. 1979 erreichte er zum letzten Mal das Finale der walisischen Meisterschaft und verlor in diesem gegen Cliff Wilson. Zwar zog er 1980 nochmal ins Halbfinale ein, doch Steve Newbury hinderte ihn an einer weiteren Finalteilnahme. Nachdem er bei den Pontins Camber Sands Open gegen Doug Mountjoy sein Auftaktspiel verloren hatte, erreichte er bei den Pontins Spring Open 1983 immerhin ein Viertelfinale, in welchem er von Terry Griffiths besiegt wurde. Mitte der 1980er-Jahre versuchte er sein Glück bei manch einer Ausgabe der WPBSA Pro Ticket Series, allerdings ohne großen Erfolg. Etwas erfolgreicher war das Jahr 1986, in dem Thomas das Viertelfinale der walisischen Meisterschaft und das Halbfinale der Pontins Spring Open erreichte. Seine letzten beiden bekannten Teilnahmen an der Meisterschaft ereigneten sich in den Jahren 1988 und 1990.

## Erfolge
| Ausgang         | Jahr | Turnier                          | Finalgegner     | Ergebnis |
| --------------- | ---- | -------------------------------- | --------------- | -------- |
| Amateurturniere |      |                                  |                 |          |
| Zweiter         | 1970 | Walisische Snooker-Meisterschaft | Des May         | 5:6      |
| Sieger          | 1972 | Walisische Snooker-Meisterschaft | Terry Griffiths | 6:2      |
| Zweiter         | 1973 | Walisische Snooker-Meisterschaft | Alwyn Lloyd     | 6:8      |
| Zweiter         | 1974 | Walisische Snooker-Meisterschaft | Alwyn Lloyd     | 5:8      |
| Zweiter         | 1974 | IBSF-Snookerweltmeisterschaft    | Ray Edmonds     | 9:11     |
| Zweiter         | 1975 | Walisische Snooker-Meisterschaft | Terry Griffiths | 7:8      |
| Zweiter         | 1979 | Walisische Snooker-Meisterschaft | Cliff Wilson    | 5:8      |